# Skjaldbreiður
Skjaldbreiður, significa en islandès escut ample és un volcà i el prototip del volcà d'escut i d'on prové el nom d'aquests tipus de volcà. Va sorgir d'una gran erupció fa uns 9.0000 anys. La lava formà la conca del llac Þingvallavatn, que és el més gran d'Islàndia i és on es reunia l'assemblea islandesa Alþing fundada l'any 930.
Té el cim a 1.060 metres, el seu cràter fa 300 metres de diàmetre.
Es troba al Parc Nacional de Þingvellir, la zona presenta rifts i nombroses fisures essent les més conegudes les fisures Almannagjá,Hrafnagjá i Flosagjá.